# 小刚毛毛水苏
小刚毛毛水苏（学名：Stachys baicalensis var. hispidula）为唇形科水苏属下的一个变种。

## 扩展阅读
- 維基物種上的相關：小刚毛毛水苏